# Крайна Брда
Крайна Брда (словен. Krajna Brda) — поселення в общині Севниця, Споднєпосавський регіон, Словенія. Висота над рівнем моря: 300,9 м.